# Richard Seddon
Richard John Seddon (Eccleston (Merseyside) (Engeland), 22 juni 1845 – op zee, 10 juni 1906) was een Nieuw-Zeelands politicus. Hij was van 1893 tot 1906 premier van Nieuw-Zeeland. Daarmee was hij de langstzittende premier in de geschiedenis van het land.

## Levensloop

### Jeugd
Seddon verliet op twaalfjarige leeftijd de schoolbanken, ondanks het feit dat zijn vader leraar was. In 1862 emigreerde hij naar Australië, waar hij eerst werkte als spoorwegbouwer en later – met weinig succes – als goudzoeker. In Australië ontmoette hij Louise Jane Spotswood, met wie hij zich verloofde. Haar familie vond dat ze pas konden trouwen als Seddon meer financiële zekerheid kon bieden. Hij verhuisde in 1866 naar de regio West Coast in Nieuw-Zeeland waar hij naar verluidt als goudzoeker meer succes had. Seddon en Spotswood trouwden en openden een winkel. Kort daarna volgden twee broers en een zusje van Seddon zijn voorbeeld en emigreerden naar Nieuw-Zeeland.

### Burgemeester en parlementslid
Zijn verkiezing in de Wetgevende vergadering van de provincie West Coast in 1874 betekende Seddons entree in de politiek. Deze positie verloor hij weer toen het provinciestelsel werd opgeheven. In West Coast kwam Seddon bekend te staan als een bepleiter van de rechten en belangen van de mijnbouwers. In 1877 werd hij gekozen als de eerste burgemeester van Kumara. Een jaar eerder had hij zich al zonder succes verkiesbaar gesteld voor het Huis van Afgevaardigden. Een tweede poging in 1879 slaagde wel.
In het parlement werkte hij nauw samen met George Grey, die van 1877 tot 1879 premier van Nieuw-Zeeland was. In eerste instantie werd er op hem neergekeken door zijn gebrek aan opleiding en provinciale accent. Als parlementariër bleek hij echter zeer effectief. Seddon kwam vooral op voor de belangen van mijnbouwers en groeide uit tot specialist op dat terrein. In toespraken positioneerde hij zichzelf vaak als anti-elitair.

### Minister
Seddon sloot zich in 1890 aan bij de Liberale Partij van John Ballance. Hij hing niet per se de liberale ideologie aan, maar zag de Liberalen als de beschermer van de "gewone man" ten opzichte van commerciële belangen en grootgrondbezitters. De Liberale Partij profiteerde van het afschaffen van het meervoudig stemrecht, waardoor grondbezitters in elk district waar zij land bezaten mochten stemmen. Seddon bekleedde verschillende ministeriële posities in de regering van John Ballance toen deze in januari 1891 premier werd. Zo was hij minister van Publieke Werken, Mijnbouw, Defensie en Marine.
Als minister nam Seddons populariteit snel toe. Hij profiteerde juist van het feit dat tegenstanders hem aanvielen op het gebrek aan opleiding. Dit droeg bij aan het beeld van een politicus die dicht bij de arbeidsklasse stond. Seddon deelde niet de diepe toewijding van Ballance, die zich inzette voor de invoering van het vrouwenkiesrecht en het toekennen van rechten aan de Maori, de oorspronkelijke bewoners van Nieuw-Zeeland.
Nadat premier Ballance in 1892 door ziekte werd getroffen trad Seddon op als zijn tijdelijke vervanger. Na Ballances dood in april 1893 vroeg gouverneur David Boyle aan Seddon om een nieuwe regering te vormen. Ondanks het gebrek aan steun van William Pember Reeves en Thomas Mackenzie kon hij rekenen op genoeg support vanuit zijn partij, met de belofte van Seddon dat het tot een stemming zou komen wanneer het parlement terug was van reces. Een belangrijke opponent daarbij zou voormalig premier Robert Stout zijn. Seddon kwam zijn belofte echter niet na, omdat hij het partijleiderschap ervan wist te overtuigen dat een leiderschapsverkiezing de partij alleen maar zou verdelen. Stout bleef in het parlement als een van Seddons belangrijkste critici. Hij maakte zich hard voor het vrouwenkiesrecht, ondanks Seddons tegenwerking. In 1896 verliet Stout de Liberale Partij. Ondanks de frictie tussen beide mannen droeg Seddon hem in 1899 voor als opperrechter van het Hooggerechtshof van Nieuw-Zeeland.

### Premier

#### Vrouwenkiesrecht
John Ballance was de drijvende kracht achter de invoering van het vrouwenkiesrecht. Hij verklaarde te geloven in "de absolute gelijkheid van seksen". In die tijd was de vrouwenrechtenbeweging nauw verbonden met de geheelonthoudingsbeweging. Mede daardoor had Seddon – die in het verleden zelf alcohol aan de man had gebracht – weinig op met hun ideeën. Twee maanden nadat Seddon aantrad als premier werd er opnieuw een wet ingediend om het vrouwenkiesrecht mogelijk te maken. Seddon was tegen de wet, maar verklaarde de wens van de bevolking te zullen accepteren. Achter de schermen deed hij er echter alles aan om te voorkomen dat het voorstel werd aangenomen. Tevergeefs, want het Hogerhuis nam de wet met twee stemmen verschil aan.

#### Alcohol
Net als over het vrouwenkiesrecht was er binnen de Liberale Partij diepe verdeeldheid over het wel of niet verbieden van alcohol. Seddon was fel tegenstander op een verbod. Hij voerde een referendumwet in. Bij elke verkiezingen moesten kiezers uitspreken of zij een verbod wilden op alcohol. Zij konden kiezen uit te optie licentiëring – waardoor het aantal licenties om alcohol te produceren werd uitgebreid –, verbod – waarbij er een totaalverbod op alcohol zou komen, en reductie, in dat geval zou er niets veranderen aan de status quo. Om iets aan de bestaande situatie te veranderen moesten er meer dan zestig procent van de stemmen op een van de opties zijn uitgebracht. Dat gebeurde bij geen van de zes referenda die in deze opzet werden gehouden. Op deze manier voorkwam Seddon dat er concrete veranderingen plaatsvonden.

#### Pensioenwet
Seddon wordt waarschijnlijk het meest herinnerd voor het invoeren van zijn pensioenwet in 1898, waarmee hij de basis legde voor de verzorgingsstaat, die later werd uitgebreid door Michael Joseph Savage en de Labour-partij.

#### Buitenlandse beleid
Als premier was Seddon een sterke steunpilaar van het Britse Rijk. Hij woonde in 1897 de Koloniale Conferentie in Londen bij. Hij steunde de Britten tijdens de Tweede Boerenoorlog en bevoordeelde Groot-Brittannië door middel van lage handelstarieven.
Voor Nieuw-Zeeland zag Seddon een belangrijke rol weggelegd in de Pacific als het "Groot-Brittannië van het zuidelijk halfrond". Hij wilde Fiji en Samoa annexeren, maar de Britse regering ontmoedigde hem om dat daadwerkelijk te doen. Tijdens zijn premierschap kwamen alleen de Cookeilanden onder Nieuw-Zeelands bewind te staan.

#### Immigratie
Nieuw-Zeeland had in navolging van Californië en verschillende Australische staten vanaf de jaren zeventig van de 19e eeuw een ontmoedigingsbeleid richting Chinese immigranten. De regering van John Hall voerde in 1881 een wet in, waardoor een Chinese persoon die Nieuw-Zeeland binnenkwam tien pond moest betalen. Bovendien werd slechts een immigrant toegestaan per tien ton aan vracht vanuit China. Seddons regering verhoogde dit bedrag naar honderd pond en tweehonderd ton aan vracht per immigrant. Seddon vergeleek Chinezen met apen en bepleitte in het openbaar een racistische politiek richting Aziaten.

#### Politieke stijl
Seddon stond bekend om zijn autoritaire stijl van regeren. Dit leverde hem de bijnaam King Dick op. Hij nam zelf de verantwoordelijkheid voor verschillende ministerportefeuilles, waaronder Financiën, Werkgelegenheid, Defensie en Immigratie. Verder werd hij beschuldigd van vriendjespolitiek doordat hij met name bondgenoten uit West Coast op strategische posities benoemde.

### Overlijden
Na 13 jaar als premier nam de roep om Seddons aftreden toe. Verschillende pogingen om hem te vervangen voor Joseph Ward liepen op niets uit. In juni 1906 keerde hij terug van een reis naar Australië, maar overleed plotseling aan boord van de Oswestry Grange aan de gevolgen van een hartaanval.
De nieuwe beoogde premier was Joseph Ward. Deze bracht op dat moment een bezoek aan Groot-Brittannië. In de twee maanden die de terugreis duurde nam William Hall-Jones het premierschap waar. Seddons zoon Tom volgde zijn vader op in het parlement.
- Gemeinsame Normdatei: 142338303
- International Standard Name Identifier: 0000 0000 8257 7268
- Library of Congress Control Number: no91028669
- Nationale bibliotheek van Australië: 36509748
- Nationale Bibliotheek van Israël: 987012377353805171
- Nederlandse Thesaurus van Auteursnamen: 194919765
- SNAC: w6r60fx6
- Museum of New Zealand Te Papa Tongarewa: 1647
- Trove: 1264016
- Virtual International Authority File: 68494173
- WorldCat: E39PBJg8By6BcptvYDQtkvVV4q